# St. Anna (Eckertshof)

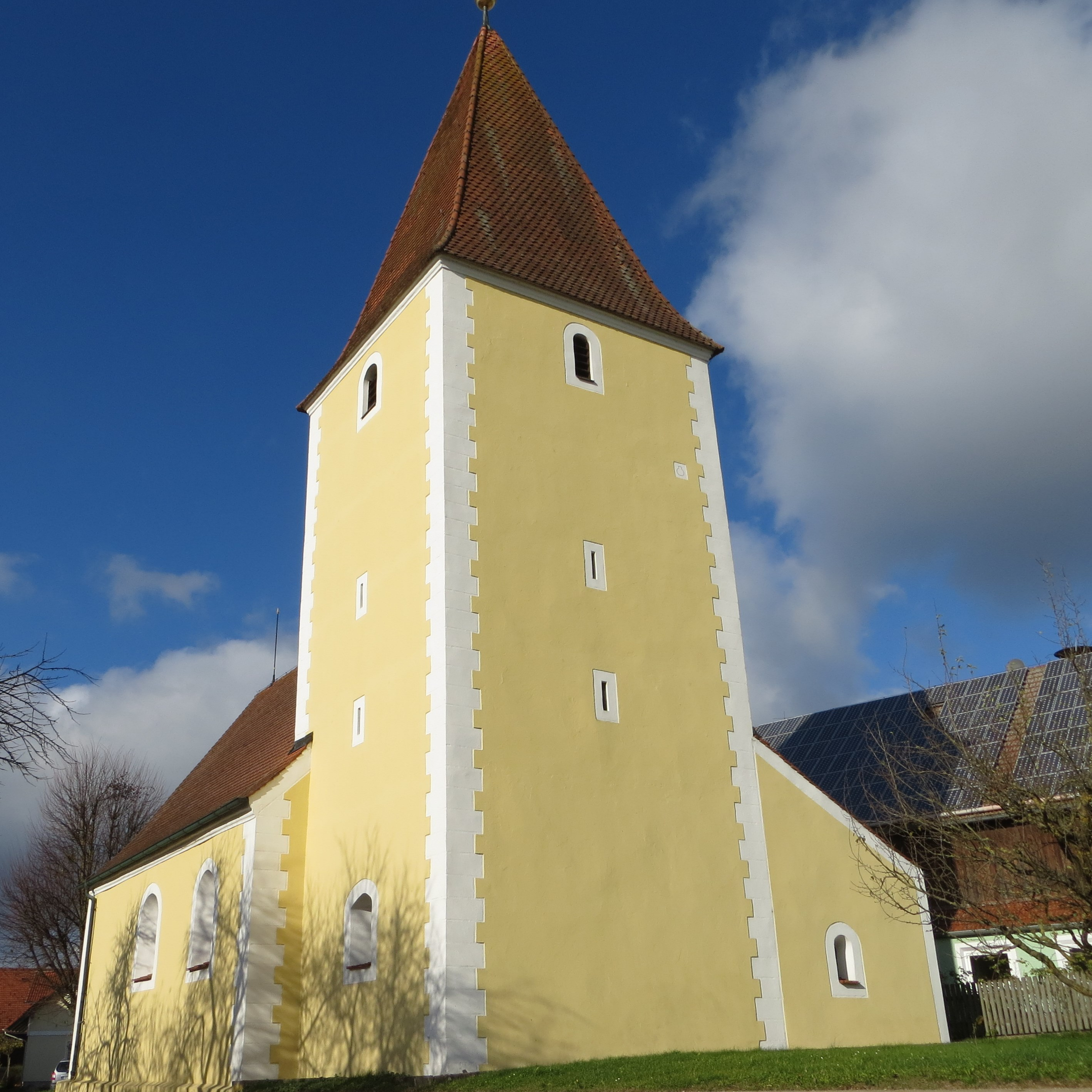
St. Anna (Eckertshof)

Die römisch-katholische, denkmalgeschützte Filialkirche St. Anna steht in Eckertshof, einem Gemeindeteil der Stadt Hemau im Landkreis Regensburg der Oberpfalz. Die Kirche gehört zur Pfarrkirche Heilige Dreifaltigkeit in Eichlberg im Dekanat Laaber des Bistums Regensburg. Das Bauwerk ist unter der Denkmalnummer D-3-75-148-44 als Baudenkmal in die Bayerische Denkmalliste eingetragen.

## Beschreibung
Die Kirche wurde im 13. Jahrhundert erbaut. Sie besteht aus einem Langhaus, einem Chorturm im Osten, der mit einem steilen Pyramidendach bedeckt ist. Sein oberstes Geschoss beherbergt den Glockenstuhl, in dem zwei Kirchenglocken hängen. Die Sakristei befindet sich an der Nordwand des Chorturms. Der Innenraum des Langhauses ist mit einer Flachdecke überspannt, die von Vouten gerahmt wird, die mit Stuck verziert sind. Der quadratische Chor, d. h. das Erdgeschoss des Chorturms, hat innen ein Tonnengewölbe, ebenso die Sakristei. Zur Kirchenausstattung gehört ein um 1730 gebauter Hochaltar, auf dessen Altarretabel Anna selbdritt dargestellt ist. Auf der Brüstung der Kanzel sind Statuetten der vier Evangelisten zu sehen.